# Ernest Solvay

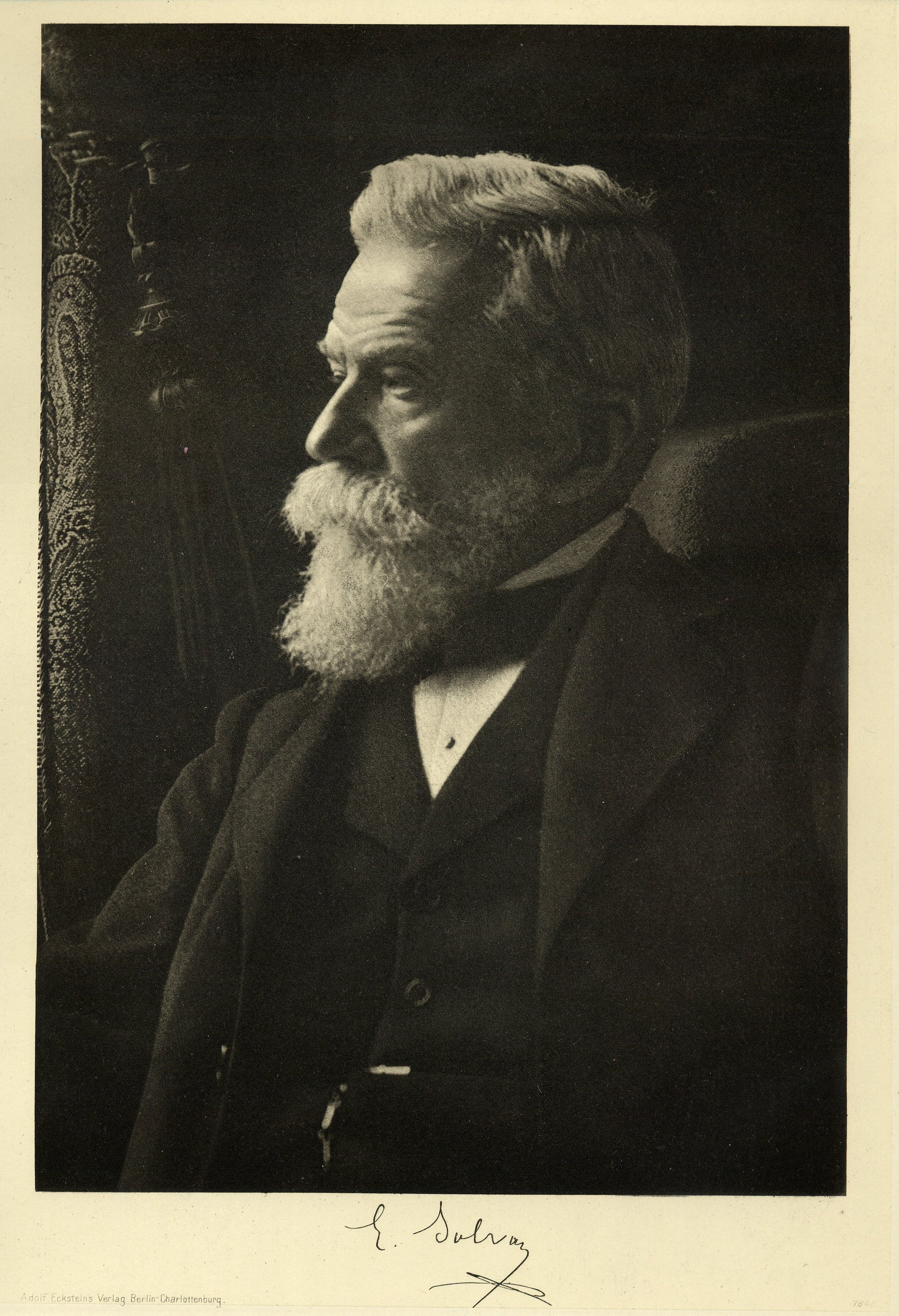
Ernest Solvay

Ernest Solvay (Rebecq, 16 d'abril de 1838 - Ixelles, 26 de maig de 1922) fou un químic industrial belga.
Una malaltia li va impedir anar a la universitat pel que començà a treballar en la indústria química a la fàbrica del seu oncle a l'edat de 21 anys. Ideà diferents mètodes de purificació de gasos, però avui el coneixem principalment pel desenvolupament d'un mètode per a la producció de carbonat de sodi que millorava l'existent mètode Leblanc, i per la invenció de la Torre Solvay de carbonatat (en la qual una solució de sal d'amoníac pot ser mesclada amb diòxid de carboni). Adquirí la seva primera patent per a la producció de sosa el 1861.
El 1863 construí la seva primera fàbrica a Couillet, on acabà de perfeccionar el seu mètode el 1872. El 1890 ja havia fundat empreses en diversos països estrangers, i, el 1900, el 95% de la producció mundial de sosa provenia del procés Solvay. Avui dia segueixen operatives al voltant de 70 fàbriques que l'utilitzen.
Aquest èxit reportà a Solvay una riquesa considerable, la qual emprà per diversos propòsits filantrops, com la fundació d'instituts internacionals d'investigació científica en fisiologia (1893), en sociologia (Universitat de Brussel·les, 1902), física (1912) i química (1913). Les conferències sobre física de Solvay, els Congressos Solvay eren particularment reconegudes pel seu paper en el desenvolupament de les teories de la mecànica quàntica i l'estructura atòmica.
Al mateix temps va prendre iniciatives socials, sent un precursor en la legislació social a les seves indústries on inicia un sistema de seguretat social inexistent a l'època: una pensió pels treballadors des de 1899, limitacions a l'horari de treball i jornada de 8 hores des de 1908, la instauració de vacances pagades des de 1913 i una espècie de reciclatge professional.
Dissenyà les línies d'una estructura social fundada sobre l'organització del mercat de treball, la igualtat d'oportunitats i la implicació regulatòria de l'estat. Polític liberal compromès és triat dos cops senador i el 1918 Ministre d'Estat.
A l'aresta Hörnli del mont Cerví, als Alps del Valais, a Suïssa, hi ha un refugi de muntanya que s'anomena refugi Solvay en honor seu.